# 埃及第三十一王朝
埃及第三十一王朝，又称第二次阿契美尼德时期、第二次埃及总督时期，是古埃及晚期的一个历史时期，自前343年至前332年为止，仅仅持续了十一年。这一时期古埃及，是波斯阿契美尼德王朝的埃及行省。

## 历史
前343年，阿尔塔薛西斯三世击败了埃及第三十王朝，重新建立了波斯对埃及的统治。目前已无法知晓阿尔塔薛西斯三世在位期间埃及总督是谁。但我们知道大流士三世在位期间的埃及总督是萨巴西，此人曾参加伊苏斯战役，并在该役中阵亡。此后，由马查西斯（Mazaces）继任总督之位。本土的埃及人也参加了这场战役，例如赫拉克来俄波利斯的贵族Somtutefnekhet就在那不勒斯石碑中提到自己如何在战场上从希腊人那里逃脱，以及该城市的守护神Arsaphes如何保佑他回到家乡。
前332年，埃及总督马查西斯毫无抵抗地将埃及让出给了马其顿国王亚历山大大帝。第三十一王朝结束，而亚历山大大帝曾派遣总督管辖埃及。后来在前304年，亚历山大大帝的将军托勒密效仿其他继业者，在埃及称王，建立托勒密王国。

## 历史文献
- 克特西亚斯《波斯史》
- 狄奥多罗斯《历史丛书》
- 曼涅托《埃及史》
- 弗拉维奥·约瑟夫斯《犹太古史》